# علي رحمة المري
علي رحمة المري، لاعب كرة قدم قطري دولي سابق لعب مع أندية الريان والخور و العربي والسيلية و الوكرة .

## مسيرته الكروية
لعب علي رحمة المري خلال مسيرته الاحترافية مع 5 أندية في خمسة عشر موسمًا وسجل خلالها 11 هدفًا ضمن 258 مباراة. حيث فاز في موسمين بالكأس ولم يفز بأي دوري.
خاض علي رحمة المري مسيرته مع نادي الريان في موسم 2000–01 ليلعب معه سبعة مواسم، مشاركًا في 121 مباراة سجل خلالها 9 أهداف. ثم انتقل إلى نادي الخور في موسم 2007–08 لمدة موسم واحد، حيث شارك في 17 مباراة سجل خلالها هدفًا واحدًا. لينتقل بعدها إلى النادي العربي في موسم 2008–09 لمدة موسم واحد، مشاركًا في 21 مباراة ولم يسجل أي هدف. ثم انتقل إلى نادي السيلية في موسم 2009–10 ولمدة موسمين، مشاركًا في 38 مباراة ولم يسجل أي هدف أيضًا. هذا وانتقل لاحقًا إلى نادي الوكرة في موسم 2011–12 ليلعب معه أربعة مواسم، مشاركًا في 61 مباراة سجل خلالها هدفًا واحدًا.

## روابط خارجية
- علي رحمة المري على موقع قاعدة بيانات كرة القدم.إي يو (الإنجليزية)
- علي رحمة المري على موقع ناشيونال فوتبول تيمز (الإنجليزية)
- علي رحمة المري على موقع Soccerway.com (الإنجليزية)